# 田中洒灰蝶
田中洒灰蝶（学名：Satyrium tanakai），又名田中烏小灰蝶、文智烏小灰蝶、小烏小灰蝶、田中綫灰蝶，为灰蝶科洒灰蝶屬下的一个种。其名系紀念日籍生物學者田中龍三。

## 描述
本種為中型灰蝶，雌雄外觀相近，雌蝶無性標、前足跗節不癒合，雄蝶具橢圓形灰色性標、前足跗節癒合。
體背為黑褐色，腹側白色。頭部為褐色，複眼具白色輪緣與被毛；下唇鬚黑褐色，兩側白色，前伸漸細，末端尖。觸角褐色，有白環。足為黑褐色具白紋，末端彎曲尖細。
前翅長13-16 mm，略呈三角形，前緣及外緣微弧；後翅卵形，臀區具發達葉狀突，CuA2脈末端有長尾突，CuA1脈末端有短突起。
翅背面底色為黑褐色，葉狀突黑褐色，內含白鱗；前翅中室末端具性標（限雄蝶）。翅腹面為土黃至褐色，具中央白色窄帶，內緣鑲褐色邊，前翅線紋呈直線，後翅呈W形。亞外緣排列橙紅斑，鑲深褐色邊。後翅CuA1室具黑斑與橙色弦月紋組成眼狀斑，臀區附近有黑斑與橙色紋，並有藍色鱗。緣毛多為褐色。

## 分佈
臺灣特有種，見於本島低至中海拔山區。

## 棲地
棲息於常綠闊葉林，一年一世代，成蝶會訪花。幼蟲以無患子科（原槭樹科）的樟葉槭新芽為食，冬季以卵態休眠越冬，產卵於細枝苞片或裂縫中，外包膠狀物質。